# آلان موينو
آلان موينو (بالفرنسية: Alain Moineau)‏ مواليد 15 مايو 1928 في هوت دو سين، فرنسا - الوفاة 20 أكتوبر 1986 في مارسيليا، كان دراج فرنسي. سبق أن شارك في دورة الألعاب الأولمبية الصيفية وفاز بميدالية أولمبية.

## الميداليات
| الميدالية | المسابقة                       |
| --------- | ------------------------------ |
| برونزية   | الألعاب الأولمبية الصيفية 1948 |